# 田口乳業
田口乳業株式会社（たぐちにゅうぎょう）は、兵庫県たつの市揖保町に本社を置く、アイスクリームなどの洋菓子の製造販売を行う日本の企業。1949年創業。「MORE TASTY MORE HAPPY」のスローガンを掲げる。

## 会社概要
主にアイスクリームなどの製造販売をおこなう。中でも「コロンブスのたまご」や「手造り風ソフト」などの製品は、関西以西に限定されるが広い地域で販売されている。イオンのプライベートブランド「トップバリュ」のソフトクリームも製造している。
他にも、1997年から、東京都足立区に本社を置くモンテールからライセンスを得て、同社が有する「モンテール」ブランドのシュークリーム、ロールケーキ、ワッフル、プリンなどを生産し、関西から西日本の地域限定で販売を行うと共に、そのライセンス生産で培った能力をもとに、同社の洋生菓子のブランドとして「ふらんすキャベツ」を関西一円で展開している。また2008年には京都市伏見区に本社を置くアイスクリームメーカー「京都レマン」の営業譲渡に伴い経営権を取得し、同社の製品を製造してもいる。
2002年に兵庫県相生市に竣工した工場は、NASAが開発した技術による、細菌やホコリなど0.5μm以上の物質を取り除く特殊フィルターを装備したクリーンルームを設置しており、室内の細菌数は、食品衛生法で定めた基準の0.3%以下に抑えるという徹底ぶりに加え、現在食品業界の中では、国内最新鋭の設備を誇っている。
近年では、Orange（オランジェ）などのブランドで、シュークリーム、ロールケーキ、ワッフル、プリン、エクレア、クレープ等の洋生菓子、いわゆるチルドデザートも製造していることで知られる。これらの製品は、主にスーパーやコンビニ、ドラッグストアなどで販売されている。
同業他社としては、埼玉県八潮市のモンテール、愛知県岡崎市の栄屋乳業、横浜市のプレシア、足立区のドンレミー、愛知県清須市のロピア、神奈川県平塚市のカンパーニュ、岡山県浅口郡里庄町のサンラヴィアンなどが挙げられる。
田口乳業のたつの工場内にある、工場直売店では、アイスやスイーツ等を割安価格で販売している。

## 沿革
- 1949年（昭和24年）4月 - アイスクリームの製品製造、販売を始める。
- 1959年（昭和34年）4月 - 資本金300万円にて、田口乳業有限会社を設立。
- 1962年（昭和37年）4月 - 森永乳業と特約店及び製造契約を締結。
- 1969年（昭和44年）5月 - 相生市池の内に新工場を設立。
- 1971年（昭和46年）2月 - 資本金2,000万円にて田口乳業株式会社に組織変更。
- 1974年（昭和49年）10月 - 資本金2,500万円に増資する。
- 1976年（昭和51年）3月 - 無人急速硬化トンネル設置。
- 1976年（昭和51年）10月 - 資本金3,000万円に増資する。
- 1985年（昭和60年）3月 - 江崎グリコ株式会社と製造契約を締結。
- 1985年（昭和60年）4月 - 田口食品株式会社を設立。
- 1996年（平成8年）10月 - クリスピーフライドポテト自動販売機事業を始める。
- 1997年（平成9年）9月 - チルドデザート市場に参入する。
- 2000年（平成12年）11月 - 「ふらんすキャベツ」という名称で洋生菓子販売の直営店を始める。
- 2001年（平成13年）2月 - 「ふらんすキャベツ1号店」を大阪・阪神百貨店内にオープンする。
- 2003年（平成15年）9月 - 相生市陸字東汐見塚にミルクプラント、業界トップクラスのクリーンルームを有するデザート新工場を開設。
- 2006年（平成18年）11月 - 兵庫県朝来市和田山町にてせんべい・いかフライの製造販売工場売店「海鮮せんべい但馬」をオープン。
- 2008年（平成20年）6月 - 京都で営業しているアイスクリームの老舗「レマン」を営業譲渡により経営権を取得。田口食品株式会社100%出資にて株式会社京都レマンを設立。
- 2011年（平成23年）7月 - 和歌山県田辺市にせんべい、いかフライの製造販売工場売店「海鮮せんべい南紀」とレストラン「健康バイキング和わ」をオープン。
- 2011年（平成23年）12月 - 田口食品株式会社100%出資にて埼玉県加須市にイトシアドルチェ株式会社（アイスクリーム・デザート販売）を設立する。
- 2013年（平成25年）9月 - 洋菓子新ブランド「オランジェ」を立ち上げる。

## 主な商品

### 現行商品
2016年3月現在

#### アイスクリーム
- アイスたまご
- クッキーサンドアイス
- 北海道ソフト
- チョコ＆バニラソフト
- プレミアムクッキーサンドアイス
- コロンブスのたまご
- メロン園より
- りんご園より

#### 海鮮せんべい
- えびおどり
- 大葉えび
- たこやきせん
- うめ
- 大葉えび
- わさび
- 但馬ミックス

#### 京都レマン
- アイスde チョコ
- プチシューアイス
- まるごと果実シャーベット
- ハーモニーカップ
- ジュエルカップ
- ポーションシリーズ